# 富和鋳造
富和鋳造株式会社（とみわちゅうぞう）は、埼玉県川口市に本社を置く鋳物製品を製造する日本の企業である。

## 概要

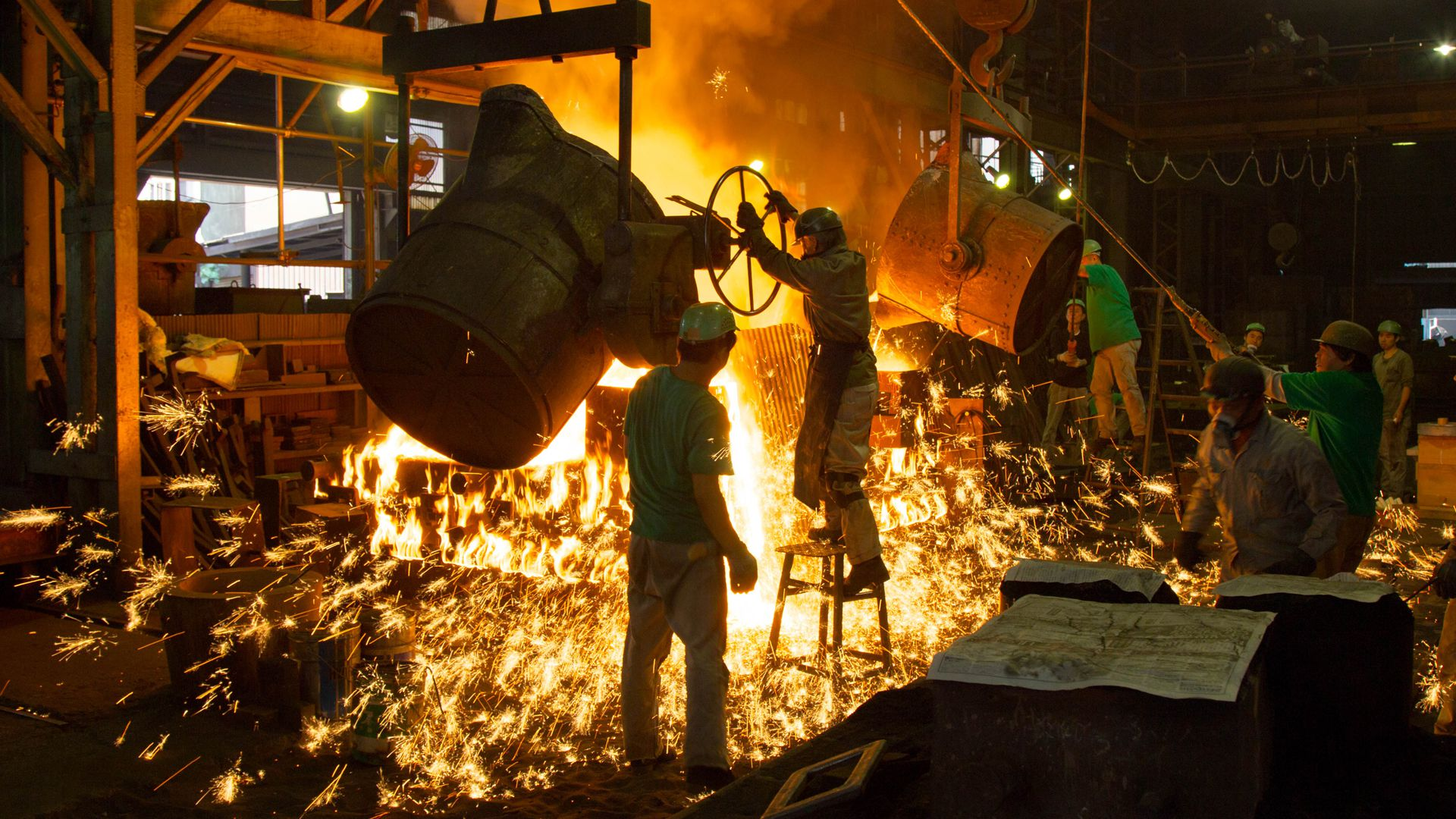
富和鋳造による鋳物製造の様子

最小1キログラム、最大22トンの鋳物製品の製造に対応できる設備を有する工場を持つ他、製造単位も1個から引き受けるため、芸術作品の鋳造も行っている。

## 沿革
- 1946年8月 - 富和鋳造株式会社設立